# مدیانا د آراگن
مدیانا د آراگن (به اسپانیایی: Mediana de Aragón) یک دهستان در اسپانیا است که در استان ساراگوسا واقع شده‌است. مدیانا د آراگن ۹۰ کیلومتر مربع مساحت و ۵۰۴ نفر جمعیت دارد و ۲۸۹ متر بالاتر از سطح دریا واقع شده‌است.